# Familiäre Lipodystrophie
Familiäre Lipodystrophie bezeichnet eine Gruppe von angeborenen Syndromen mit dem Hauptmerkmal einer Veränderung des Unterhautfettgewebes (Lipodystrophie).

## Klassifikation
Es kann unterschieden werden zwischen der „generalisierten“ kongenitalen Form Lipodystrophie Typ Berardinelli und familiär „partiellen“ Formen.
Derzeit erfolgt die Einteilung der partiellen Lipodystrophien nach Art der Vererbung und des zugrunde liegenden Gendefektes.
- FPLD1: Familiäre partielle Lipodystrophie Typ 1/Typ Köbberling, autosomal-dominanter Erbgang, auf die untere Körperhälfte beschränkt[2]
- FPLD2: Familiäre partielle Lipodystrophie Typ 2/Typ Dunningan, autosomal-dominant, auch der Stamm mit betroffen, Mutationen im LMNA-Gen[3][4]
- FPLD3: Familiäre partielle Lipodystrophie  Typ 3, assoziiert mit PPARG-Genmutation, autosomal-dominant, Mutationen im PPARG-Gen im Chromosom 3 an p25.2[5][6]
- FPLD4: Familiäre partielle Lipodystrophie, assoziiert mit PLIN1-Genmutationen, autosomal-dominant, Mutationen im PLIN1-Gen im Chromosom 15 an q26.1[7][8]
- FPLD5: Familiäre partielle Lipodystrophie, assoziiert mit CIDEC-Mutationen, autosomal-rezessiv, Mutationen im CIDEC-Gen im Chromosom 3 an p25.3[9]
- FPLD6: Familiäre partielle Lipodystrophie, assoziiert mit LIPE-Mutationen,  autosomal-rezessiv, Mutationen im LIPE-Gen im Chromosom 19 an q13.2[10][11]

## Verbreitung
Die Häufigkeit aller Formen wird mit unter 1 zu 1.000.000 angegeben.
Typ 1 und Typ 2 sind die bekanntesten.

## Klinische Aspekte
Diese Krankheitsgruppe ist heterogen, die Diagnose stützt sich auf das klinische Bild und gegebenenfalls Humangenetische Untersuchung. Bei den meisten Formen sollte eine jährliche Untersuchung auf Diabetes mellitus (Insulinresistenz), erhöhte Blutfettwerte, Leber-, Nieren- und Herzerkrankungen erfolgen. Eine angepasste Diät ist zur Vermeidung von Komplikationen erforderlich. Bei einigen Formen ist eine Behandlung mit Metreleptin angezeigt.

## Differentialdiagnostik
Abzugrenzen sind die erworbene generalisierte Lawrence-Syndrom und die partielle Lipodystrophie Barraquer-Simons-Syndrom.